# Imeem
imeem là một dịch vụ phương tiện xã hội mà ở đó các người dùng tương tác với nhau bằng cách xem, gửi, và chia sẻ tất cả các kiểu nội dung kỹ thuật số, bao gồm blog, ảnh, âm thanh và video. Công ty do Dalton Caldwell (VA Linux) và Jan Jannink (trước là của Napster) và rất nhiều các kỹ sư cốt cán từ dịch vụ chia sẻ file Napster chuyển qua . Hoạt động vào tháng 10 năm 2004, dịch vụ bao gồm cả cấu trúc mạng xã hội cũng như cấu trúc duyệt/lọc nội dung tương tự Flickr và YouTube.
Theo các nhà sáng lập imeem, trang có hơn 25 triệu người xem mỗi tháng với hơn 65,000 người dùng mới mỗi ngày.